# یواس‌اس کاریب (ای‌تی-۸۲)
یواس‌اس کاریب (ای‌تی-۸۲) (به انگلیسی: USS Carib (AT-82)) یک کشتی بود که طول آن ۲۰۵ فوت (۶۲ متر) بود. این کشتی در سال ۱۹۴۳ ساخته شد.